# Бічиці-Дольні
Бічиці-Дольні (пол. Biczyce Dolne) — село в Польщі, у гміні Хелмець Новосондецького повіту Малопольського воєводства.
Населення — 848 осіб (2011).

## Демографія
Демографічна структура станом на 31 березня 2011 року:
|          | Загалом | Допрацездатний вік | Працездатний вік | Постпрацездатний вік |
| -------- | ------- | ------------------ | ---------------- | -------------------- |
| Чоловіки | 423     | 112                | 285              | 26                   |
| Жінки    | 425     | 95                 | 270              | 60                   |
| Разом    | 848     | 207                | 555              | 86                   |